# Ильковский, Константин Константинович
Константин Константинович Ильковский (род. 12 января 1964, п. Батагай Верхоянский район, Якутская АССР, РСФСР, СССР) — российский государственный и политический деятель. Губернатор Забайкальского края с 18 сентября 2013 по 17 февраля 2016 (временно исполняющий обязанности губернатора Забайкальского края с 1 марта по 18 сентября 2013).
Депутат Государственной думы Федерального собрания Российской Федерации VI созыва с декабря 2011 по февраль 2013. Генеральный директор ОАО АК «Якутскэнерго» с 2000 по 2009. Является вице-президентом ассоциации Попечительских Советов учреждений образования Республики Саха (Якутия). Возглавлял Федерацию шахмат республики Саха (Якутия). Возглавляет Федерацию шахмат Забайкальского края.

## Биография
Родился 12 января 1964 года в посёлке Батагай Верхоянского района Якутской АССР. Отец работал врачом, а мать — учительницей. Родители попали на Север, в Батагай, в начале 1960-х годов после окончания вузов: мать закончила Кубанский педагогический институт, отец — 1-й Ленинградский медицинский институт.
Во время учёбы в 1978—79 годах работал маркшейдерским рабочим геологоразведочного участка Депутатского горно-обогатительного комбината.
В 1986 году с отличием окончил Ленинградский горный институт имени Г. В. Плеханова по специальности горный инженер-геолог.
После окончания института с 1986 года работал участковым геологом подземных горных работ рудника «Западный», старшим геологом, начальником геолого-разведочной экспедиции Депутатского ГОКа. 1986-87 годы — расцвет посёлка Депутатского. В посёлке работали три оловодобывающих прииска, на каждом по два-три промприбора, проживало до 15 000 человек.
С 1992 — главный инженер Депутатского ГОКа «Якутзолото».
В 1994 году окончил Академию народного хозяйства при Правительстве РФ, получив квалификацию менеджера высшей категории. Доктор экономических наук.

### В правительстве Якутии
В 1998—1999 годах — первый заместитель министра промышленности Республики Саха (Якутия).
С 1999 по 2000 годы — первый заместитель руководителя Администрации Президента Якутии.

### Якутскэнерго. РАО ЭС Востока
С 2000 по сентябрь 2009 годы — генеральный директор ОАО АК «Якутскэнерго», расположенного в Якутске.
С 29 декабря 2002 года по 2 марта 2008 года — депутат госсобрания (Ил Тумэн) Республики Саха 3 созыва. Был избран по Усть-Майскому округу № 63.
Со 2 марта 2008 года по 14 декабря 2011 года — депутат госсобрания (Ил Тумэн) Республики Саха 4 созыва. Был избран по Кобяйско-Верхоянский округу № 30.
При непосредственном участии Ильковского реализованы и начали реализовываться значимые проекты якутской энергосистемы — программа оптимизации локальной энергетики, повышение доли централизованного электро- и теплоснабжения, проектирование Якутской ГРЭС-2, строительство подстанций и высоковольтных линий 220 кВ Сунтар-Олёкминск , Чернышевский-Мирный-Ленск-Пеледуй для внешнего электроснабжения нефтепровода ВС-ТО., Пеледуй-Кропоткин для электроснабжения золоторудных предприятий севера Иркутской области, Нерюнгри-Томмот-Майя. Строительство этих объектов позволило объединить изолированные районы Республики Саха(Якутия) с ЕНЭС России, значительно повысить надежность энергоснабжения и сократить на многие миллиарды рублей закупки дизельного топлива для малой энергетики.
В сентябре 2009 года генеральный директор компании «Энергетические системы Востока» Иван Благодырь, назначил генеральным директором «Якутскэнерго» Олега Тарасова, а Константина Ильковского — своим советником.
С 2009 по 2011 годы — советник генерального директора ОАО «РАО Энергетические системы Востока» Ивана Благодыря.
В 2010 году — председатель совета директоров ОАО «Сахаэнерго».
В 2011 году — директор ООО «Якутское».

### Депутат Госдумы
На выборах в Государственную думу шестого созыва, состоявшихся 4 декабря 2011 года, Ильковский баллотировался по региональному списку партии «Справедливая Россия», шёл первым номеров в региональной группе 5 (Республика Бурятия, Забайкальский край). Был избран, входил во фракцию «Справедливая Россия: Родина\Пенсионеры\Жизнь». Также входил в межфракционную группу «Байкал», которую образовали депутаты от Забайкальского края, Бурятии и Иркутской области.
В сентябре 2012 осудил решение о лишении депутатского мандата однопартийца Геннадия Гудкова.
Тогда же в сентябре 2012 заявил о намерении побороться за пост губернатора Забайкальского края.
Досрочно покинул Госдуму, после назначения 1 марта 2013 года врио губернатора Забайкальского края. Его мандат был передан Иринчею Матханову.

### Губернатор Забайкальского края
С 1 марта 2013 года — указом Президента РФ В. В. Путина назначен временно исполняющий обязанности губернатора Забайкальского края.
8 сентября 2013 года победил на выборах губернатора Забайкальского края, набрав 71,63 % голосов 18 сентября он официально вступил в должность.
С 9 апреля по 25 октября 2014 — член президиума Государственного совета Российской Федерации.
17 февраля 2016 года Президент РФ Владимир Путин отправил в отставку губернатора Забайкальского края Константина Ильковского. Причина — срыв программы расселения ветхого жилья. По словам пресс-секретаря президента Дмитрия Пескова, Путин разбирался в ситуации в Забайкалье «лично методом погружения»
В настоящее время Профессор кафедры (базовой) возобновляемых источников энергии РГУ нефти и газа (НИУ) имени И. М. Губкина;
Автор более 100 научных и учебно-методических работ по вопросам геологии, горной промышленности, энергосберегающих технологий, энергоэффективности и альтернативной энергетики.
С 1 июня 2022 года по 4 апреля 2024 года работал генеральным директором Акционерного общества «Дальневосточная генерирующая компания».

## Награды и звания
- Заслуженный работник народного хозяйства Республики Саха (Якутия)
- Лауреат Государственной премии Республики Саха (Якутия) в области материального производства
- Почётный гражданин Усть-Майского улуса (2006)
- Почётный гражданин Усть-Янского улуса (2006)[17]
- Почетный гражданин Абыйского улуса (2007)